# Caudron G.3
O Caudron G.3 foi um biplano monomotor construído pelos irmãos Gaston e René Caudron, tendo sido amplamente utilizado na Primeira Guerra Mundial como uma aeronave de  treinamento e reconhecimento.
Foi o primeiro avião a realizar um loop em acrobacia aérea, em 1913 e a cruzar os Andes, em 1921. No Brasil se destacou por ter sido utilizado pela aviadora Anésia Pinheiro Machado no voo São Paulo/Rio de Janeiro em 9 de setembro de 1922.

## Desenvolvimento
O Caudron G.3 foi projetado como um aperfeiçoamento do Caudron G.2 que o antecedeu. Essa aeronave fez seu primeiro voo em maio de 1914, no aeródromo Crotoy Le.
Esse aeroplano possuía uma fuselagem bem característica: biplano; cockpit curto, com o motor fixo ao nariz da nacele; e empenagens múltiplas.
Com a eclosão da Primeira Guerra Mundial ele foi produzido em grandes quantidades: 2.450 exemplares na França, 233 na Inglaterra, e 166 na Itália. Por ato de patriotismo, os irmãos Caudron não cobraram seus direitos de licenciamento para a fabricação.
Posteriormente foi substituído Caudron G.4, na versão bimotor.

## Histórico operacional
No princípio da guerra o G.3 equipou a Esquadrilha C.11 do Exército do Ar Francês; adaptado para uso em reconhecimento, onde se mostrou confiável e resistente. Entretanto, devido sua baixa potência, além fato de estar de fracamente armado, tornou-a demasiado vulnerável para emprego na linha de frente; sendo afastado do serviço em 1916.
Em Portugal, foram utilizados desde a primeira Escola de Aeronáutica Militar portuguesa, em 1916. Também foi a primeira aeronave a ser produzida no país. Fabricado, a partir de 1922, sob licença, pelo Parque Militar de Aeronáutica, em Alverca, num total de 50 aviões que complementaram os 6 exemplares adquiridos em França, em 1916. Foram utilizados na Escola Militar de Aviação - E.M.A. - em Sintra. Seis deles foram do Grupo de Esquadrilhas de Aviação de Angola de 1921 a 1924. Permaneceram em serviço até 1933.
A Itália empregou o G. 3 para o reconhecimento até 1917; assim como a Força Aérea Real, para ataque ao solo com metralhadoras e lançamento de bombas leves.
Na China o G. 3 permaneceu em uso até o Incidente de Mukden; os quais foram posteriormente capturados pelos japoneses.

## Variações
- Modelo A.2 - Foi a principal versão dos G.3s, tendo sido usado para reconhecimento na frente ocidental, na Rússia e no Oriente Médio.
- Modelo D.2 - Versão de treinamento biplace, com comandos duplos.
- Modelo E.2 - Versão básica para treinamento.
- Modelo R.1 - Versão usada pela França e EUA.
- Modelo G.12 - Versão equipada com motor radial, Anzani 10, de 100 HP.
- Modelo LD.3 e LD.4 - Cópia desenvolvida na Alemanha, com motores Gothaer Waggonfabrik.

## Exemplares preservados
- Museu Aeroespacial do Rio de Janeiro

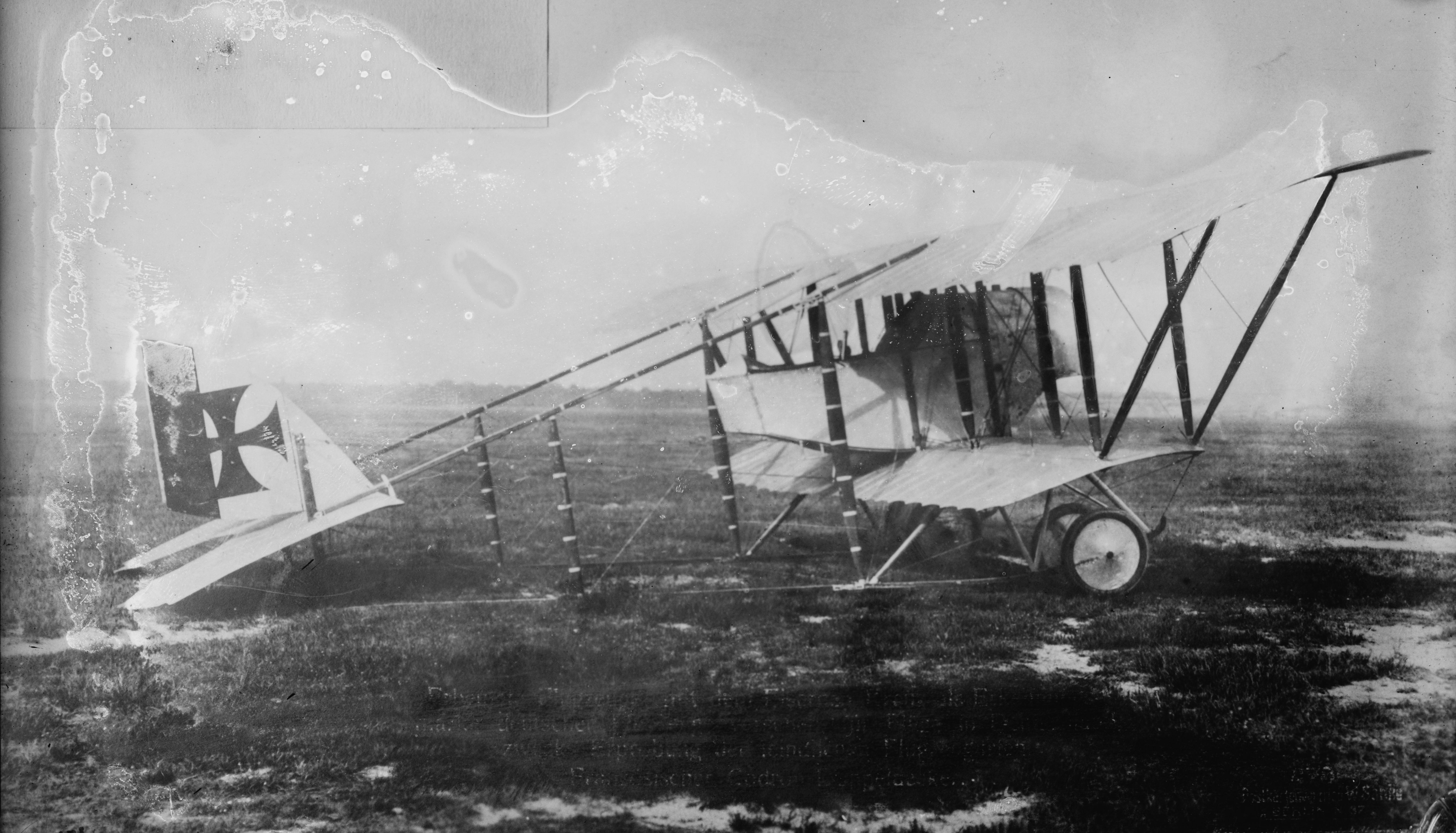
Caudron capturado pela Alemanha
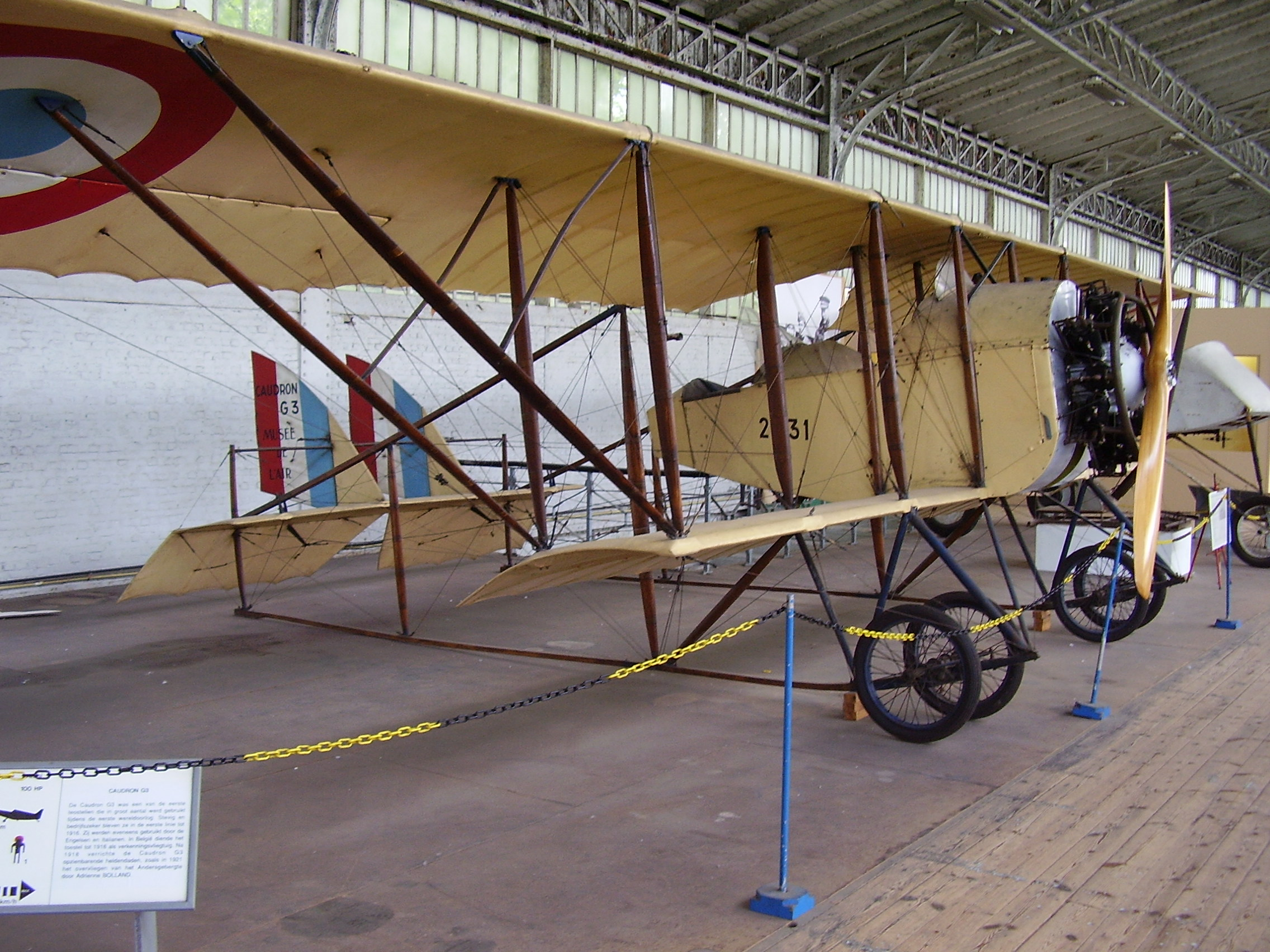
Museu da Força Aérea Real (Royal Air Force Museum) de Londres
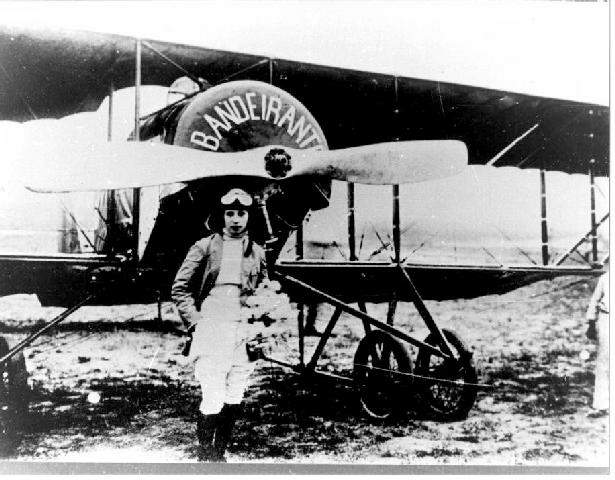
Anésia Pinheiro Machado
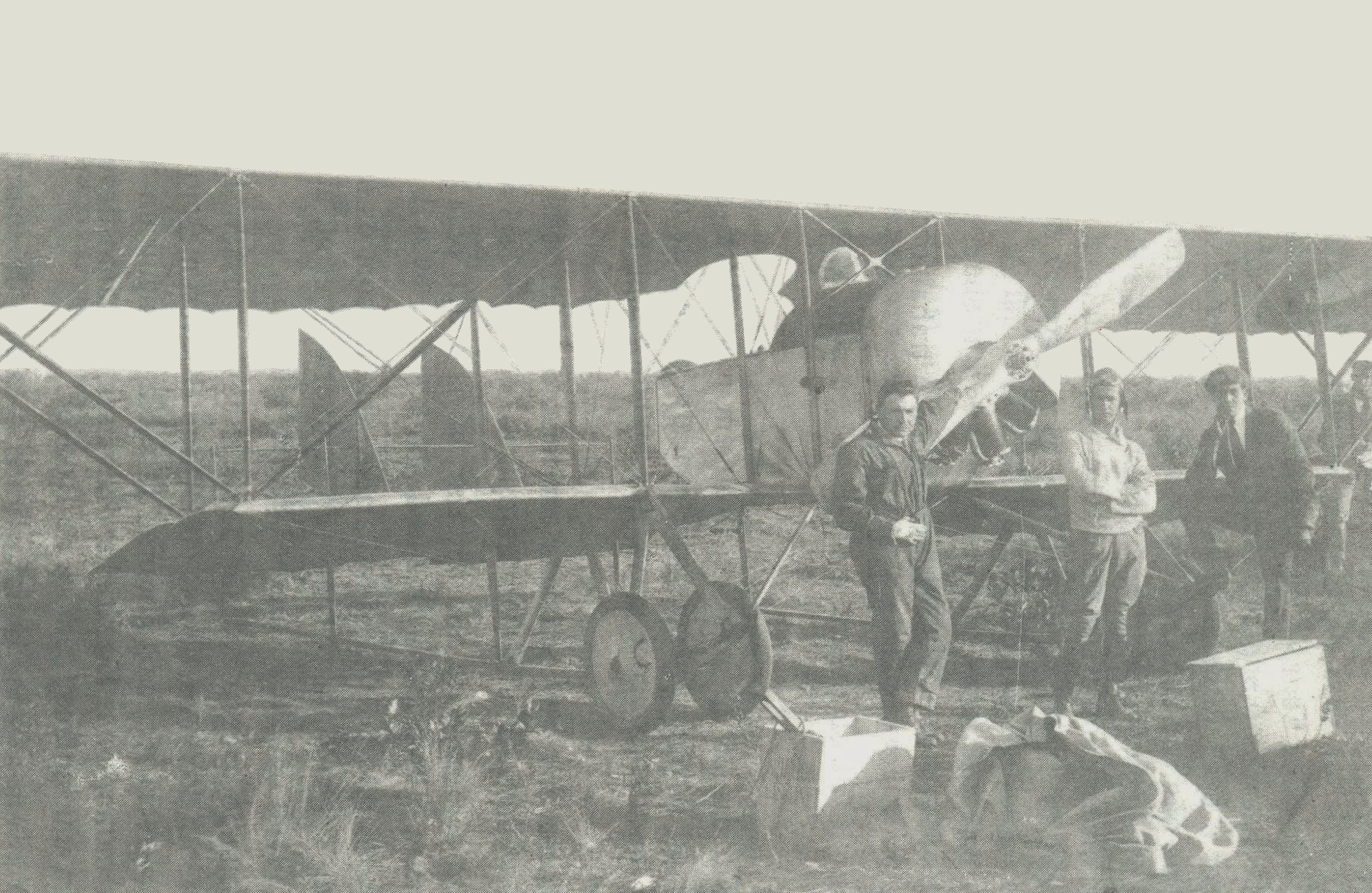
João Alexandre Busse
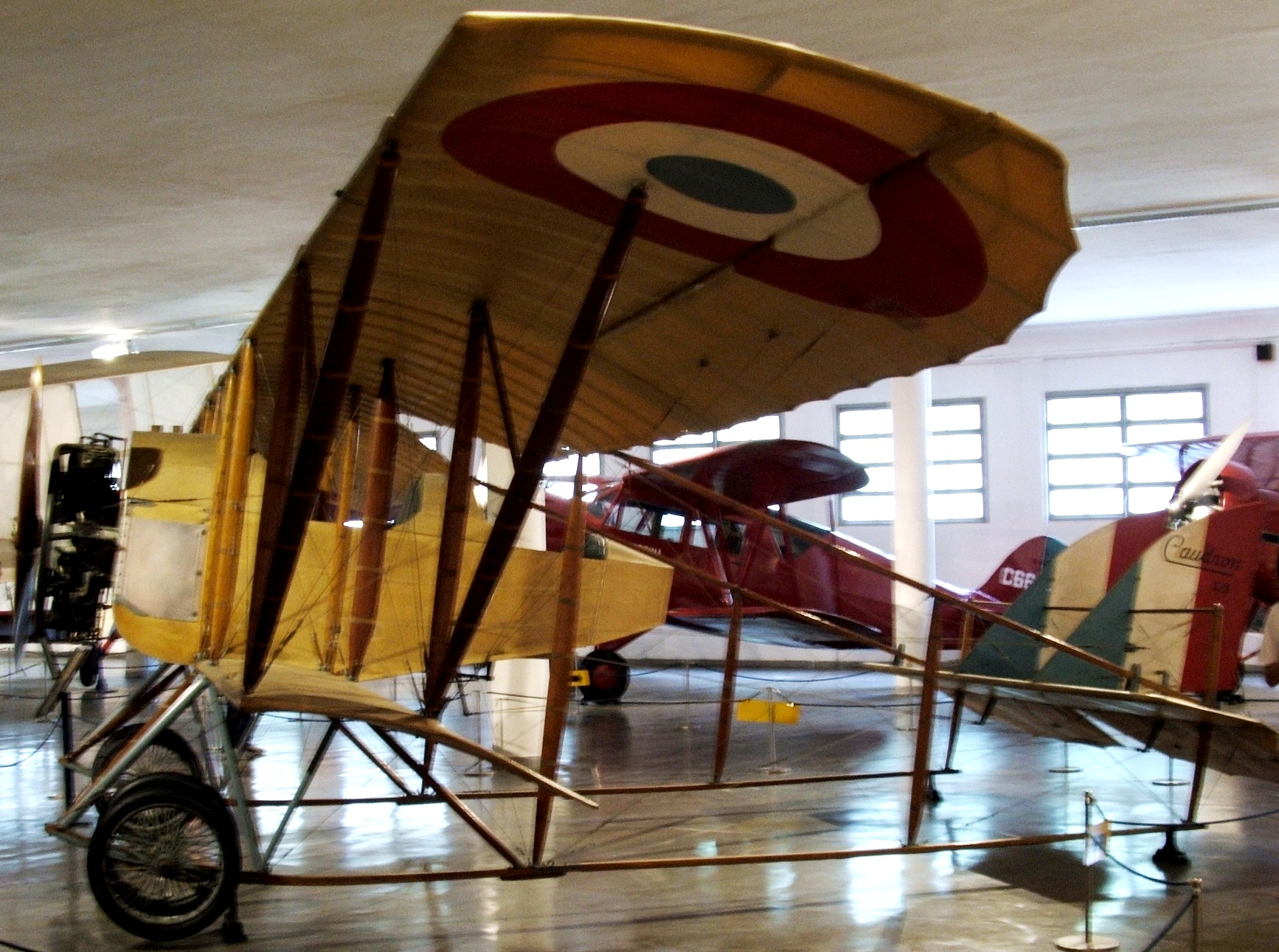
Um G.3 exposto no Musal no Rio de Janeiro.

- Museu do Ar e do Espaço (Musée de l'Air et de l'Espace) de Paris
- Museu de Aviação da Escandinávia (Hallinportin ilmailumuseo) - um aeroplano em restauração
- Museu do Ar Da Força Aérea Portuguesa em Sintra (Réplica)